# 豊住サトシ
豊住 サトシ（とよすみ さとし）は、千葉県出身の作曲家、編曲家、音楽プロデューサー。

## 概要
音楽制作チーム「SCRAMBLES（スクランブルズ）」に所属。BiSHのstereo futureなどゴリッとしたギターサウンドが特長。
SCRAMBLESのクリエイターユニットT.S.Iの一人である。

## 主な提供作品
BiSH
- 「Stairway to me」（編曲）
- 「MOON CHiLDREN」（編曲）
- 「Nothing.」（編曲）
- 「VOMiT SONG」（編曲）
- 「spare of despair」（編曲）
- 「SCHOOLYARD」（編曲）
- 「stereo future」（編曲）
- 「アイデンティティ」（編曲）
- 「FiNALLY」（ギター）
- 「Ash Like Snow」（編曲）
- 「ロケンロー」（編曲）
- 「STORY OF DUTY」（編曲）
- 「STAR」（編曲）
- 「MY WAY」（編曲）
- 「HONESTY」（編曲）
- 「why are you alive」（編曲）
- 「悲しみよとまれ」（編曲）
- 「UP to ME」（編曲）

BiS（第二期）
- 「Human after all」（編曲）
- 「BiS」（ギター）
- 「太陽のじゅもん」（編曲）
- 「twisted grunge」（編曲）
- 「SAY YES」（編曲）
- 「ロミオの心臓」（編曲）
- 「WHOLE LOTTA LOVE」（編曲）
- 「Don't miss it!!」（編曲）
- 「アゲインストザペイン」（編曲）[1]
- 「イツカヤラレルゾ」（編曲）
- 「Are you ready?」（編曲）

BiS（第三期）
- 「this is not a love song」（作曲）
- 「リフレイン」（編曲）
- 「ナンデスカ?」（編曲）
- 「LET'S GO どうも」（編曲）
- 「DEAD or A LiME」（編曲）
- 「TRAP」（編曲）
- 「KiSS MY ASS」（編曲）
- 「FUCKiNG OUT」（編曲）
- 「FOR ME」（編曲）
- 「SPiLLED MiLK」（作曲・編曲）
- 「TOUCH ME」（編曲）
- 「どっきゅんばっきゅん」（編曲）
- 「MAGIC」（編曲）
- 「PMA（Positive Mental Attitude)」（編曲）
- 「Fantasista」（編曲）
- 「とまらない歌」（編曲）
- 「Hey boy hey girl」（作曲）[2]

EMPiRE
- 「Buttocks beat! beat!」（編曲）
- 「SO i YA」（編曲）
- 「Clumsy」（編曲）
- 「Chase your back」（編曲）
- 「Happy with you」（編曲）
- 「Haggling」（編曲）

GANG PARADE
- 「ISSIN ITTAI」（作曲・編曲）
- 「Close your eyes」（編曲）
- 「GANG PARADE」（編曲）
- 「Are you kidding?」（編曲）
- 「Beyond the Mountain」（編曲）
- 「BREAKING THE ROAD」（編曲）
- 「LAST」（編曲）
- 「 Jealousy Marionnette」（編曲）
- 「DREAMER」（編曲）
- 「本当に僕が生きたかったのはこんなんじゃ無え!」（編曲）
- 「fxxk your disco」（編曲）
- 「Wonderful World」（編曲）

PEDRO
- 「MAD DANCE」（編曲）
- 「ハッピーに生きてくれ」（編曲）
- 「乾杯」（編曲）

SAiNT SEX
- 「WACK is FXXK」（編曲）

HOLY SHiTS
- 「WACK is SHiT」（編曲）

DISH//
- 「Newフェイス」（編曲）[3]
- 「That’s My Life」（編曲）

あゆみくりかまき
- 「残像フラッシュバック」（編曲）

CARRY LOOSE
- やさしい世界（作曲）
- 「CARRY LOOSE」（編曲）
- ANYBODY（作曲・編曲）
- CHEER SONG（作曲・編曲）
- RAKUEN（編曲）
- ツメも君も（編曲）
- ERASE and REWRITE（作曲）[5]
- たんたかたんたんたん（作曲）
- 23:59（編曲）
- YOUNG SPEECH（作曲）

GO TO THE BEDS
- Don’t go to the bed
- 行かなくちゃ?
- マジ神
- 赤ちゃん
- SECRET MESSAGE

豆柴の大群
- FLASH（編曲）
- そばにいてよ Baby angel（編曲）
- 君と妄想（作曲）
- 昨日は戻らない（編曲）
- 恋のフルスイング（編曲）
- 間違いだらけのヒーロー（作曲・編曲）[6]

AZKi
- ひかりのまち（作詞・作曲・編曲）
- シットデイズ（作詞・作曲・編曲）
- さよならヒーロー（作詞・作曲・編曲）
- 自己アレルギー（作詞・作曲・編曲）[7]

劇半
・映画「映画大好きポンポさん」
・ドラマ「仮面ライダーBlack Sun」
・ゲーム「アイ・アム・マジカミ」